# Wilfrid-Guy Licari
Pour les articles homonymes, voir Guy et Licari.
Wilfrid-Guy Licari, né au Québec, Canada,  est un diplomate québécois et un ambassadeur canadien. Il fut délégué général du Québec à Paris de 2006 à 2010.

## Biographie
Après avoir étudié les mathématiques et la philosophie au Collège Stanislas de Montréal, il obtient un BA à l'Université de Montréal. Il poursuit ensuite ses études à l'École supérieure des sciences économiques et commerciales de Paris.
Il entre au ministère des Affaires étrangères du Canada en 1968. Il est envoyé en mission dans le Maghreb et à Rome pendant les années 1980. Il devient ambassadeur au Maroc en 1987. En 1994, il est nommé ambassadeur au Sénégal.
Après avoir travaillé avec la firme Secor Conseil en 1998, il est nommé ambassadeur du Canada auprès du Saint-Siège en 2001, puis ambassadeur en Tunisie de 2004 à 2006. 
Il est nommé délégué général du Québec à Paris par le gouvernement du Québec en 2006, remplaçant Clément Duhaime.

## Honneurs
- Grand Ordre de Pie IX
- Grand Ouissam Le Alaouite du Maroc
- Ordre du Lion du Sénégal